# Ломбарді, ТОВ (фільм)
Ломбарді, ТОВ (англ. Lombardi, Ltd. — американська кінокомедія режисера Джека Конуея 1919 року.

## Сюжет
Тіто Ломбарді бореться, щоб тримати на плаву дім моди на П'ятій Авеню. Через бродвейського інвестора він зустрічається і закохується в актрису. З грошима від спадщини і деякою винахідливістю будинок Ломбарді воскресає. Ломбарді і Нора знаходять справжнє кохання разом.

## У ролях
- Берт Літелл — Тіто Ломбарді
- Еліс Лейк — Нора Блейк
- Вєра Льюїс — Моллі
- Хуаніта Хансен — Філліс Меннінг
- Джордж А. МакДеніел — Ріккардо «Ріккі» Тоселло
- Джозеф Кілгур — Боб Таррант
- Томас Джеффресон — Джеймс Ходкінс
- Теа Талбот — Елайз
- Енн Мей — Ліда
- Джон Степлінг — Макс Строган
- Джин Екер — Дейзі
- Вірджинія Колдуелл — Іветт
- Голда Медден — Клотільда
- Місс Дюпон — Мюріель